# Superior (Band)
Superior war eine Progressive-Metal-Band aus Kaiserslautern, die im Jahr 1992 gegründet und 2007 wieder aufgelöst wurde.

## Geschichte
Superior wurde im Jahr 1992 gegründet und veröffentlichte nach etwa acht Monaten ihr erstes Demo Timeshift. Bis Mitte 1994 folgten Auftritte hauptsächlich im Südwesten Deutschlands. Im Jahr 1995 nahm die Band ihr Debütalbum Behind in den Roko Soundstudios in Frankfurt am Main auf. Nachdem die Band einen Vertrag bei Noise Records unterzeichnete, folgten Auftritte mit Virgin Steele und Angra in Deutschland. Nach dem fünften Auftritt verletzte sich Keyboarder Jan-Marco Becker an der Hand, so dass Angra-Mitglied André Matos aushalf.
Mitte 1997 ging die Band wieder auf Tour, die in Frankreich begann und in Deutschland fortgesetzt wurde, während gleichzeitig an Material für ein neues Album gearbeitet wurde. Nach einer Tour durch Frankreich mit Vanden Plas begannen die ersten Aufnahmen für Younique. Von März bis Mitte Mai 1998 wurde dann das Album in den Roko Soundstudios aufgenommen, abgemischt und gemastert. An die Veröffentlichung im selben Jahr schlossen sich Auftritte in Deutschland, Frankreich, den Niederlanden und Belgien an. Dabei spielte die Band unter anderem mit Angra und Stratovarius in Paris sowie auf dem ProgPower Europe in den Niederlanden. Danach trennte sich Superior von Noise Records und unterzeichnete bei NTS Records.
Von Januar 2000 bis Mai 2001 arbeitete die Band an dem Album Ultima Ratio. In den folgen sechs Monaten nahm die Band das Album in den Roko Soundstudios auf. Währenddessen spielte die Band erneut auf dem ProgPower Europe und auf dem ProgPower USA. Ultima Ratio erschien im Jahr 2002. Im Jahr 2007 löste sich die Band auf.

## Stil
Die Band spielt anspruchsvollen Progressive Metal, der in einer Rezension der Musikzeitung Rock Hard mit Threshold verglichen wurde.

## Diskografie
- 1993: Timeshift (Demo, Eigenveröffentlichung)
- 1996: Behind (Album, Noise Records)
- 1998: Younique (Album, Noise Records)
- 2002: Ultima Ratio (Album, NTS Records)
- 2004: Ultra – Live (Live-Album, Q-Phonic Records)